# Ida de Bernicia
Ida (fallecido hacia 559) es el primer rey conocido del reino anglo de Bernicia, que gobernó entre 547 y 559, fecha de su muerte. Poco sabemos de su vida o reinado, pero fue considerado como el fundador de la línea dinástica de la que se proclamaban sucesores muchos de los reyes anglosajones del norte de Inglaterra y sur de Escocia. Sus sucesores combatieron la resistencia britana y acabarían fundando el reino de Northumbria, además, es muy probable que de él desciendan directa o indirectamente gran parte de los actuales reyes y reinas de la actualidad, sus línea más directas hasta la actualidad son con las familias reales Británica, la Danesa y la Sueca.

## Descendientes de Ida
Alfredo el Grande, Isabel II, Robert Bruce, María I, Carlos III descienden todos ellos de Ida de Bernicia a través de la línea real británicade la forma más directa, puesto que por las fechas en las que se lleva el registro, y por lo que ya no existe ninguna clase de control, Ida podría tener miles de descendientes alrededor del mundo.